# Syriusz
Syriusz (Alfa Canis Majoris, α CMa) – najjaśniejsza gwiazda nocnego nieba, w gwiazdozbiorze Wielkiego Psa. Jest jedną z najbliższych gwiazd – odległa o 8,6 roku świetlnego – o jasności obserwowanej wynoszącej  −1,47 magnitudo. Jest jednym z wierzchołków trójkąta zimowego.  

## Nazwa
Nazwa pochodzi od stgr. Σείριος Seírios (‘gorący, prażący, skwarny, ognisty’). Po raz pierwszy pojawia się w pismach Hezjoda, choć była przez Greków często odnoszona też do innych jasnych gwiazd. W mitologii greckiej Syriusz był psem Oriona, w rezultacie gwiazda była nazywana także Κύων, Αστροκύων Kyon, Astrokyon – ‘pies’, ‘gwiezdny pies’. Rzymianie przejęli to skojarzenie, nazywając go łac. Canis, Canicula – ‘pies’, ‘piesek’. Nazwę tę oficjalnie zatwierdziła Międzynarodowa Unia Astronomiczna w 2016 roku.

## Charakterystyka obserwacyjna

Położenie Syriusza w gwiazdozbiorze Wielkiego Psa

Syriusza gołym okiem widać niemal z całej kuli ziemskiej, prócz miejsc na północ od 73,284° N, w Arktyce. W sprzyjających warunkach można go zaobserwować gołym okiem nawet w ciągu dnia.

### Ruch własny
Syriusz jest najjaśniejszą gwiazdą nocnego nieba dlatego, że znajduje się blisko. W ruchu dookoła Centrum Galaktyki zbliża się do Słońca i za 60 tysięcy lat minie je w minimalnej odległości 7,8 roku świetlnego. Będzie wówczas świecił z jasnością −1,64m. Od 90 tysięcy lat jest najjaśniejszą gwiazdą nocnego nieba, za 210 tysięcy lat jaśniejsza stanie się Wega.

### Kolor
Niektórzy starożytni astronomowie opisywali kolor Syriusza jako czerwony, choć jest gwiazdą białą. Wielu starożytnych astronomów uważało kolor Syriusza za biały lub biało-błękitny, co zgadza się ze współczesnymi obserwacjami. Wytłumaczeniem rzekomo czerwonego koloru może być wpływ atmosfery nisko nad horyzontem.

## Historia badań
W oparciu o obserwacje ruchu własnego Syriusza w latach 1833–1844, niemiecki astronom Friedrich Wilhelm Bessel w 1844 roku doszedł do wniosku, że Syriusz ma gwiazdę towarzyszącą. Niemal dwie dekady później, w roku 1862 amerykański astronom Alvan Graham Clark odkrył Syriusza B, testując nowy teleskop w obserwatorium Dearborn na Uniwersytecie Northwestern w Evanston. W 1915 roku astronomowie ustalili, że Syriusz B jest białym karłem, drugą odkrytą gwiazdą tego typu.
Sonda kosmiczna Voyager 2, wystrzelona 20 sierpnia 1977 roku z Ziemi z misją badania Układu Słonecznego, za około 296 tysięcy lat minie Syriusza w odległości około 4,3 lat świetlnych.

## Charakterystyka systemu

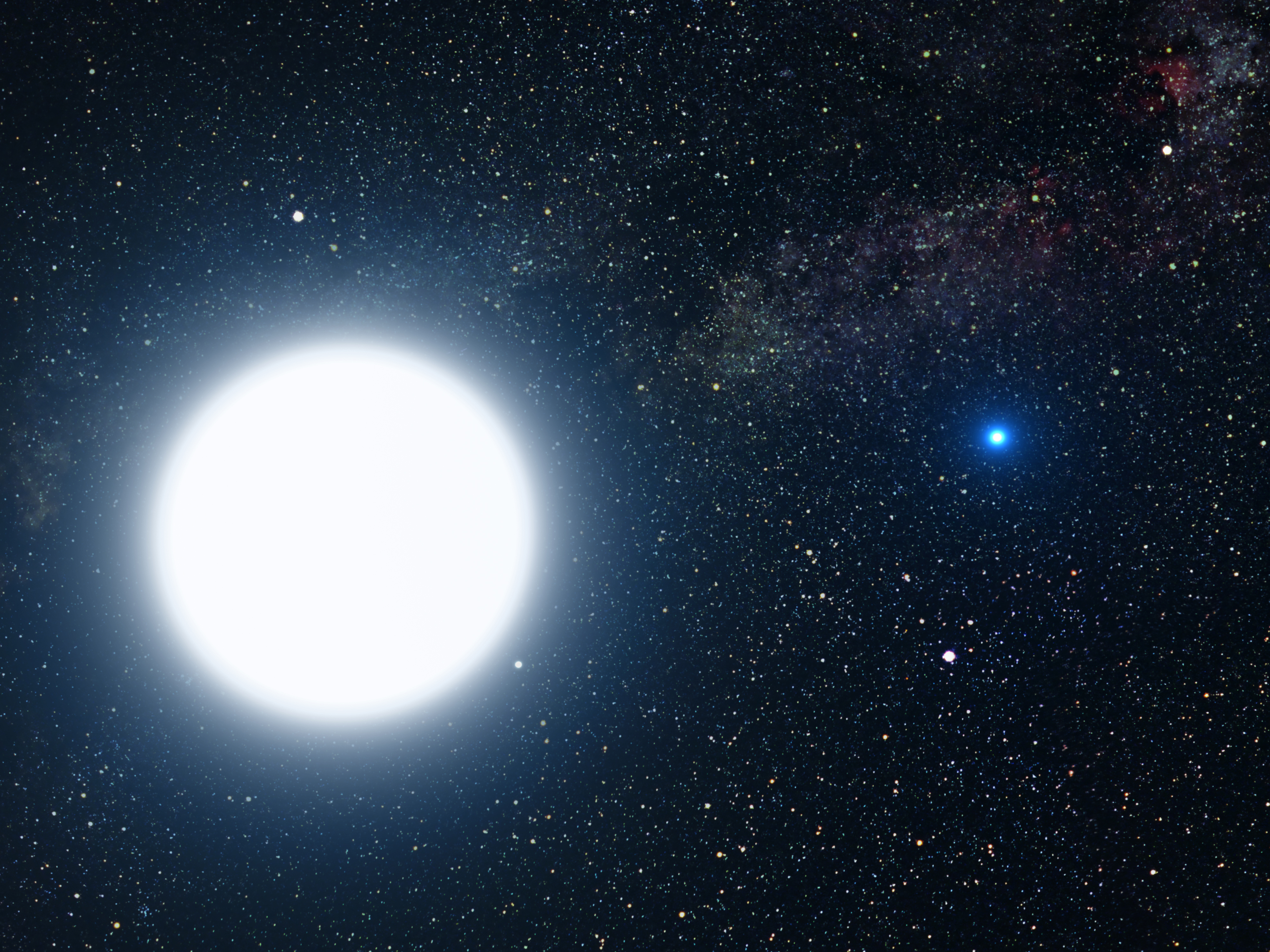
Artystyczne wyobrażenie systemu Syriusza

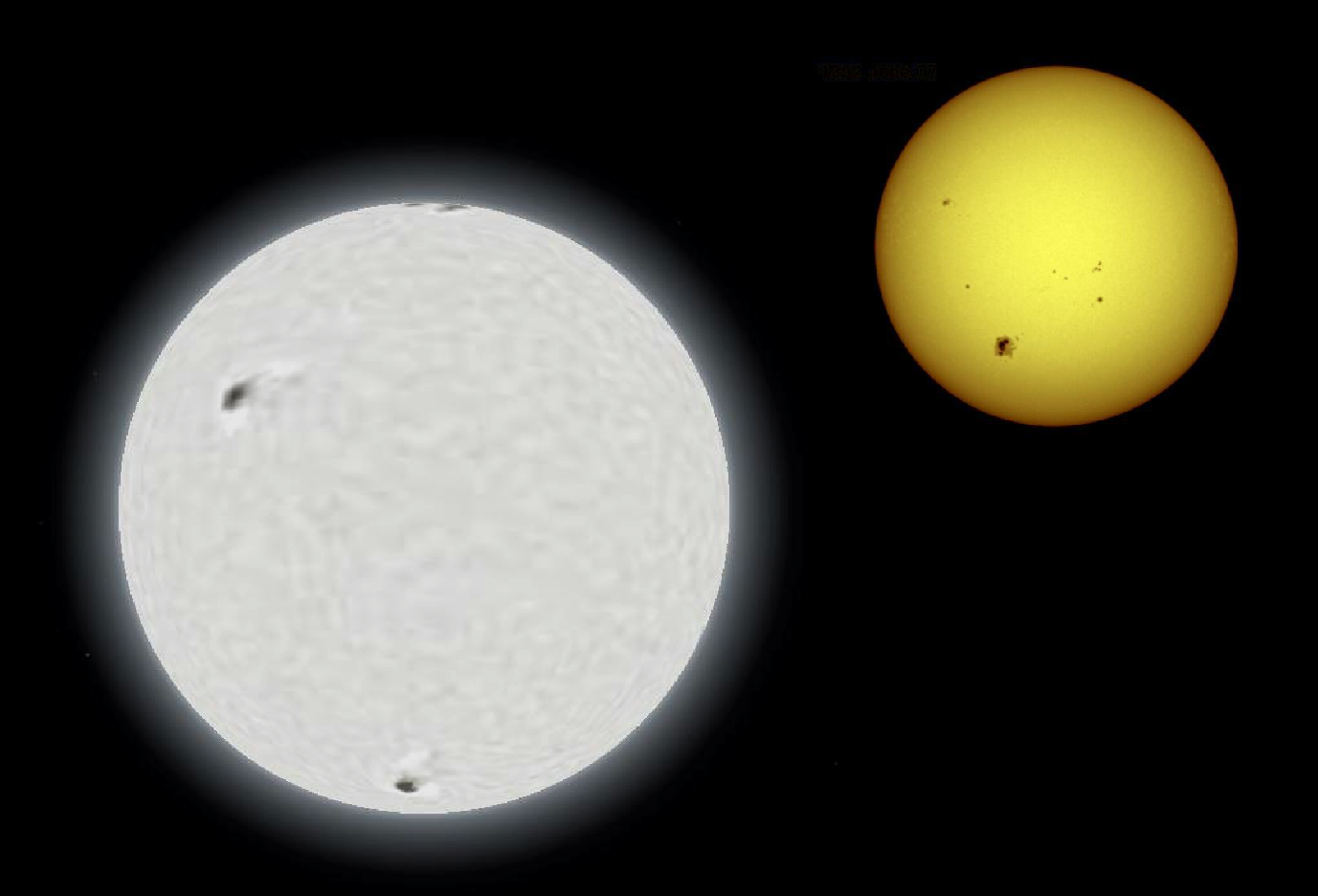
Porównanie rozmiarów Syriusza A i Słońca

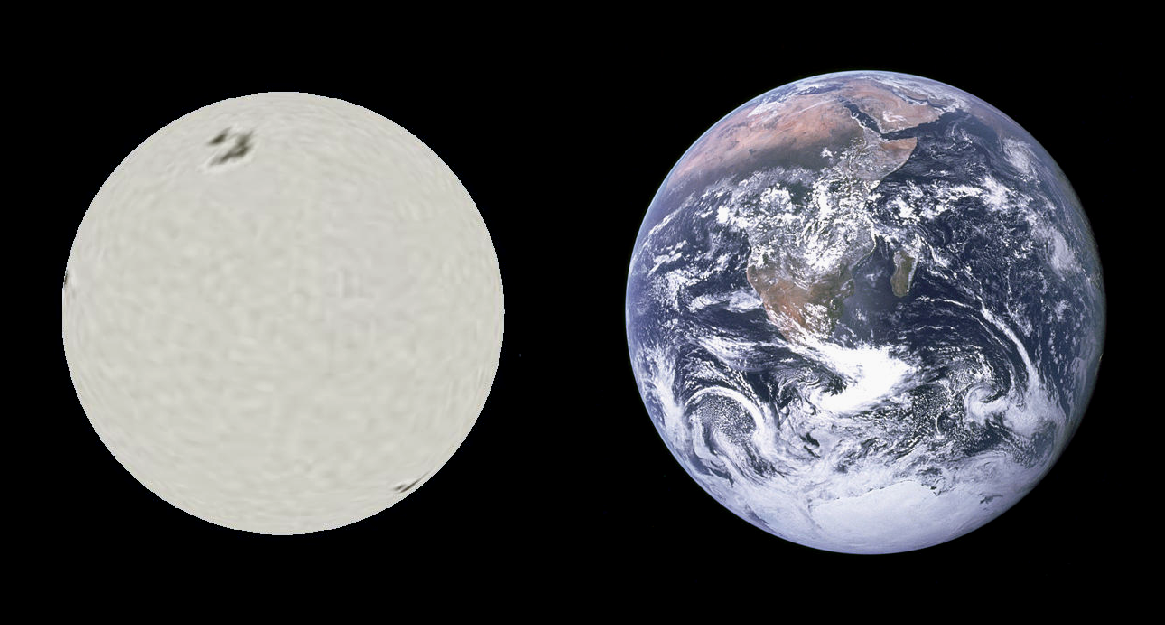
Porównanie rozmiarów Syriusza B i Ziemi

Syriusz, który gołym okiem wygląda jak pojedyncza gwiazda, jest w rzeczywistości gwiazdą podwójną. Składa się z jasnej, białej gwiazdy ciągu głównego o typie widmowym A1 V, określanej jako Syriusz A, oraz towarzyszącego jej białego karła o typie widmowym DA2, znanego jako Syriusz B.
Leżąc w odległości 8,6 ly (2,64 pc) od Słońca, Syriusz jest jedną z najbliższych gwiazd. Najbliższym sąsiadem Syriusza jest Procjon, odległy od niego o około 5,2 lat świetlnych (1,6 parseków).

### Syriusz A
Syriusz A jest gwiazdą ciągu głównego o masie 2,12 razy większej od Słońce i promieniu większym o 75% od promienia Słońca. Fotosfera Syriusza jest gorętsza od słonecznej, 9880 K. Jest on około 26 razy jaśniejszy niż Słońce. Wiek Syriusza A szacuje się na 225 do 250 milionów lat.

### Syriusz B
Syriusz B jest białym karłem o średnicy nieco mniejszej od średnicy Ziemi, który porusza się wokół Syriusza A po eliptycznej orbicie o okresie 50,1 roku. Odległość między Syriuszem A i Syriuszem B wynosi od 8,1 jednostek astronomicznych w perycentrum, do 31,5 w apocentrum. Przejście przez perycentrum miało miejsce w 1994 i nastąpi w 2044 roku. Choć Syriusz B jest prawie 10 tysięcy razy słabszy niż Syriusz A, jest znacznie gorętszy. Ma temperaturę 24 800 K. Przeciętna gęstość materii jest tak wysoka, że 1 cm³ ma masę 1,7 tony.

### Hipotetyczny trzeci składnik
Obserwacje układu prowadzone od 1894 roku sugerowały istnienie zaburzeń orbit gwiazd układu Syriusza, co niektórzy astronomowie tłumaczyli istnieniem trzeciej, niezaobserwowanej bezpośrednio gwiazdy układu. Badania z 1995 roku wskazywały na istnienie perturbacji o sześcioletnim okresie. Obserwacje przy pomocy teleskopu Hubble’a pozwoliły wykluczyć istnienie obiektu o masie rzędu 50 mas Jowisza na postulowanej orbicie. Niewykluczone jest istnienie niezaobserwowanych dotąd planet lub brązowych karłów w układzie, ale obszar stabilnych orbit jest ograniczony.
Syriuszowi towarzyszy na niebie kilka gwiazd, będących optycznymi kompanami odległymi o 31,6–188,3 sekundy kątowej, o obserwowanej wielkości 12,6–14,5m. Nie dowiedziono jednak ich grawitacyjnego powiązania z układem.

### Ewolucja systemu
Aby stać się białym karłem szybciej niż jego towarzysz, Syriusz B w przeszłości musiał być gwiazdą o większej masie i jasności. Zgodnie z teorią ewolucji gwiazd, Syriusz B rozpoczął życie na ciągu głównym jako błękitna gwiazda typu B3–B5, która mogła mieć masę 5–7 M☉ i utraciła około 80% materii przez intensywny wiatr gwiazdowy. Obecna niższa masa jest dowodem znacznej utraty masy w toku ewolucji gwiazd.
Około 100-125 milionów lat temu Syriusz B był czerwonym olbrzymem o masie pięciokrotnie większej niż Słońce i był jaśniejszy od Regulusa. Gdy zasoby wodoru Syriusza B wyczerpały się, odrzucił on zewnętrzne warstwy, przekształcając się w białego karła i tracąc część materii na rzecz Syriusza A. Teorię tę potwierdza ponadprzeciętna zawartość pierwiastków chemicznych cięższych niż wodór w składzie Syriusza A, jak również obecność wokół gwiazd znacznych ilości pyłu, będącego prawdopodobnie pozostałością po wybuchu nowej.
Za około 1 miliard lat, gdy Syriusz A wyczerpie zasoby wodoru, stanie się prawdopodobnie również najpierw czerwonym olbrzymem, a następnie po odrzuceniu zewnętrznych warstw, białym karłem, podobnie jak jego towarzysz. Ponieważ białe karły pozbawione są źródeł energii, ostatecznie w odległej przyszłości obie gwiazdy staną się czarnymi karłami.

## Znaczenie kulturowe

### Starożytność
Wiele kultur nadaje Syriuszowi szczególne znaczenie. W starożytnym Egipcie Syriusz (transkrypcja spdt, gr. Sotis) był czczony jako bóstwo. Egipcjanie opierali swój kalendarz astronomiczny na heliakalnym wschodzie Syriusza, gdy zbiegał się z wylewem Nilu (początek roku kalendarzowego), co zdarza się raz na 1460 lat. Na tej podstawie egiptolodzy w XX wieku opracowali datowanie sotisowe, które pozwoliło na odtworzenie przybliżonej chronologii starożytnego Egiptu. Niektóre egipskie świątynie były orientowane tak, aby gwiazda była widoczna z ołtarza. Symbolizowała Izydę, boginię magii i rodziny, żonę władcy zaświatów, Ozyrysa.
Jako że heliakalny wschód Syriusza 400 lat p.n.e. odpowiadał wejściu Słońca w gwiazdozbiór Lwa, starożytni Egipcjanie powiązali go z najgorętszą porą roku. W późniejszych czasach Rzymianie przejęli to skojarzenie, stąd środek lata stał się dla nich „psimi dniami” – łac. dies caniculariae. Stąd pochodzi określenie kanikuła.

### Wierzenia Dogonów
W latach trzydziestych XX wieku francuscy etnolodzy Marcel Griaule i Germaine Dieterlen opisali wierzenia żyjącego w zachodniej Afryce (Mali) plemienia Dogonów dotyczące Syriusza, które miały odpowiadać wiedzy uzyskanej dzięki użyciu współczesnych teleskopów, w tym istnienia niewidocznego gołym okiem Syriusza B (którego Dogonowie mieli nazywać „Digitaria”). Zdaniem sceptyków informacje te, podchwycone później przez zwolenników tez paleoastronautycznych, są jednak obecnie niesprawdzalne i wynikły z wymieszania wyobrażeń mitologicznych nieżyjącego już szamana Ogotemmeli z wiedzą astronomiczną, jaką dysponowali francuscy etnolodzy.